# Mieczysław Mysona

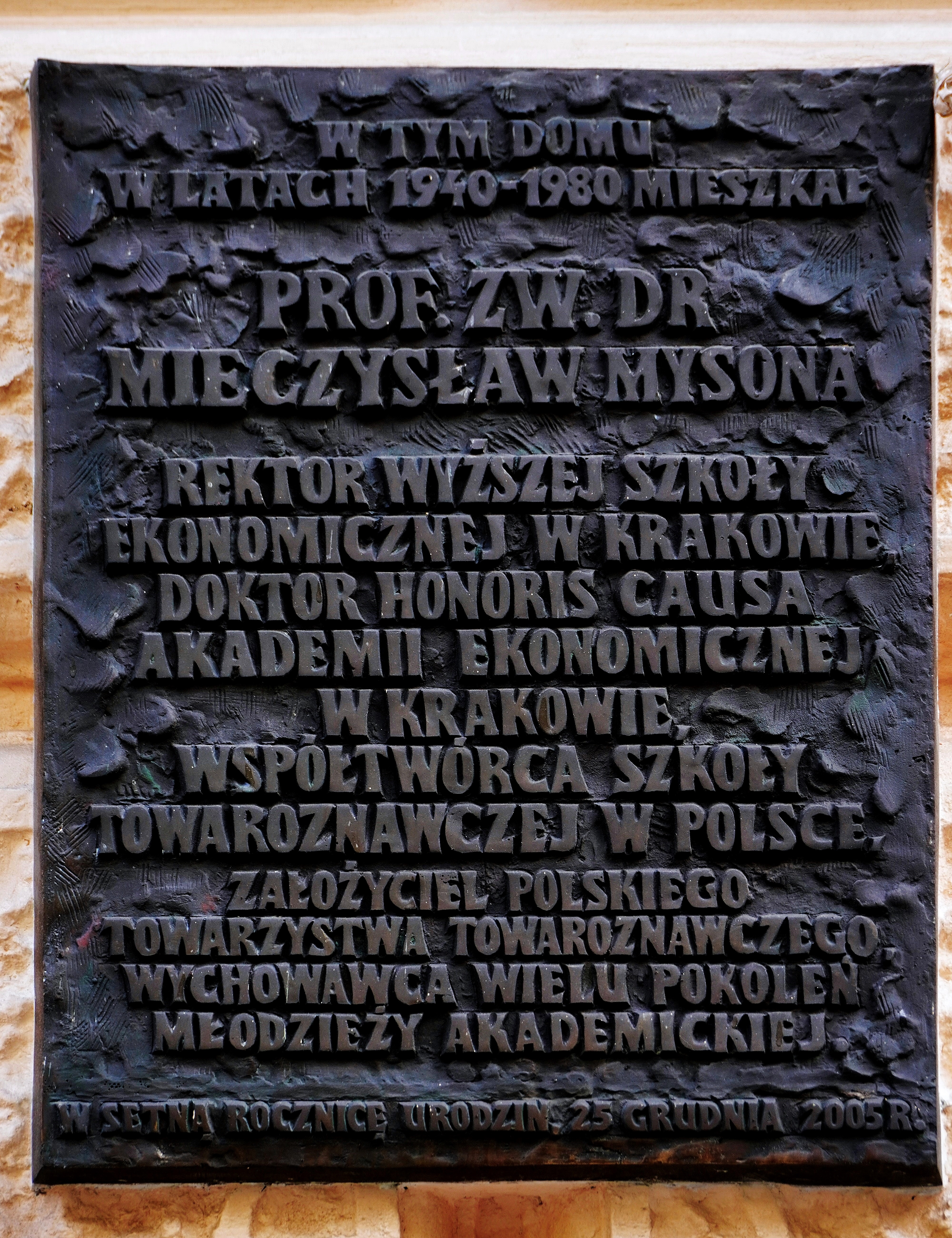
Tablica w elewacji kamienicy przy ul. Piotra Michałowskiego 2 w Krakowie, upamiętniająca zamieszkiwanie owej kamienicy przez Mieczysława Mysonę w latach 1940–1980

Mieczysław Mysona (ur. 25 grudnia 1905 w Borowej, zm. 8 stycznia 1980 w Krakowie) – polski naukowiec, profesor towaroznawstwa.

## Życiorys
Po zdaniu matury w 1925 rozpoczął studia chemiczne na Uniwersytecie Jagiellońskim. Po ukończeniu chemii podjął studia w 1930 w zakresie towaroznawstwa w  Wyższym Studium Handlowym w Krakowie (1933). Zatrudniony został jako astystent profesora Arnolda Bollanda. Po II wojnie w 1945 powrócił na stanowisko adiunkta w Zakładzie Towaroznawstwa Akademii Handlowej. W latach 1948–1970 był kierownikiem Zakładu, a następnie Katedry Towaroznawstwa. Rektor Wyższej Szkoły Ekonomicznej w Krakowie (1952–1956), a także Akademii Handlowej w Krakowie (1945). Doktorat uzyskał na Uniwersytecie Jagiellońskim (1947). Tytuł profesora uzyskał w 1971. Pierwszy doktor honoris causa Akademii Ekonomicznej w Krakowie tytuł został nadany 15 maja 1975. Za swoja pracę profesor otrzymał Krzyż Oficerski i Krzyż Kawalerski Orderu Odrodzenia Polski, Medal Komisji Edukacji Narodowej i tytuł Zasłużonego Nauczyciela PRL. W 2005 na ścianie kamienicy w której mieszkał przez 40 lat przy ulicy Michałowskiego 2 wmurowano tablicę pamiątkową ku czci profesora, druga została wmurowana w maju 2010 w Pawilonie C w budynku UE przy ulicy Rakowickiej 27.